# 50 meter frisim för damer i simning vid olympiska sommarspelen 2004
Sammanställda resultaten för 50 meter frisim, damer vid de Olympiska sommarspelen 2004.

## Rekord
| Världs- och Olympiskt rekord | Inge de Bruijn (Nederländerna) | Sydney, Australien | 24,13 | 22 september 2000 |

## Medaljörer
| Guld:                         | Silver:                  | Brons:                     |
| Inge de Bruijn, Nederländerna | Malia Metella, Frankrike | Lisbeth Lenton, Australien |

## Resultat
Från de 10 kvalheaten gick de 16 snabbaste tiderna vidare till semifinal.
Från semifinalerna gick de 8 snabbaste tiderna vidare till final.
Alla tider visas i sekunder.

Q kvalificerad till nästa omgång

DNS startade inte.

DSQ markerar diskvalificerad eller utesluten.

### Kval

#### Heat 1
1. Doli Akhter, Bangladesh 30,72
2. Monika Bakale, Kongo 31,61
3. Amira Edrahi, Libyen 34,67

#### Heat 2
1. Sameera Al Bitar, Bahrain 31,00
2. Ghazal El Jobeili, Libanon 31,00
3. Tracy Ann Route, Mikronesiska federationen 31,26
4. Christal Clashing, Antigua och Barbuda 31,55
5. Han Choi, Malawi 31,62
6. Evelyn Otto, Palau 33,04
7. Sivan Ket, Kambodja 34,62
8. Vilayphone Vongphachanh, Laos 36,57

#### Heat 3
1. Ermelinda Zamba, Moçambique 29,34
2. Aina Andriamanjatoarimanana, Madagaskar 29,35
3. Eva Donde, Kenya 29,47
4. Diane Etiennette, Mauritius 30,00
5. Rubab Raza, Pakistan 30,10
6. Rovena Marku, Albanien 30,51
7. Samar Nassar, Jordanien 30,83
8. Aminath Rouya, Maldiverna 31,26

#### Heat 4
1. Melanie Slowing, Guatemala 27,44
2. Maria Tregubova, Moldavien 28,40
3. Roshendra Vrolijk, Aruba 28,43
4. Jakie Wellman, Zambia 28,56
5. Geraldine Arce, Nicaragua 28,73
6. Menaka de Silva, Sri Lanka 28,93
7. Dohi Eliane Droubry, Elfenbenskusten 29,23
8. Sade Daal, Surinam 29,27

#### Heat 5
1. Vanessa Garcia, Puerto Rico 26,26
2. Alison Fitch, Nya Zeeland 26,56
3. Sara Isakovic, Slovenien 26,81
4. Pin-Chieh Nieh, Taiwan 27,09
5. Miroslava Najdanovski, Serbien och Montenegro 27,18
6. Alia Atkinson, Jamaica 27,21
7. Nikia Deveaux, Bahamas 27,36
8. Dominique Diezi, Schweiz DNS

#### Heat 6
1. Lara Heinz, Luxemburg 26,35
2. Ragnheidur Ragnarsdottir, Island 26,36
3. Anna Gostomelsky, Israel 26,72
4. Florencia Szigeti, Argentina 26,84
5. Jelena Skalinskaja, Kazakstan 27,04
6. Shikha Tandon, Indien 27,08
7. Zsuzsanna Csobanki, Ungern 27,09
8. Yu-Ning Chan, Hongkong 27,48

#### Heat 7
1. Jeanette Ottesen, Danmark 25,95
2. Sandra Kazikova, Tjeckien 26,18
3. Triin Aljand, Estland 26,19
4. Arlene Semeco, Venezuela 26,20
5. Yoon-Ji Ryu, Sydkorea 26,26
6. Yingwen Zhu, Kina 26,45
7. Martha Matsa, Grekland 26,46
8. Sharntelle McLean, Trinidad och Tobago 26,86

#### Heat 8
1. Michelle Engelsman, Australien 25,28  Q
2. Jenny Thompson, USA 25,50 Q
3. Eileen Marie Coparropa Aleman, Panama 25,57 Q
4. Nery Mantey Niangkouara, Grekland 25,62 Q
5. Dorothea Brandt, Tyskland 25,67 Q
6. Martina Moravcova, Slovakien 25,69
7. Anna-Karin Kammerling, Sverige 25,85
8. Olga Mukomol, Ukraina 25,96

#### Heat 9
1. Kara Lynn Joyce, USA 25,06 Q
2. Lisbeth Lenton, Australien 25,31 Q
3. Alison Sheppard, Storbritannien 25,36 Q
4. Therese Alshammar, Sverige 25,42 Q
5. Rebeca Gusmao, Brasilien 25,64 Q
6. Cristina Chiuso, Italien 25,68 Q
7. Judith Draxler, Österrike 25,82
8. Hanna-Maria Seppälä, Finland 26,01

#### Heat 10
1. Inge de Bruijn, Nederländerna 24,66 Q
2. Malia Metella, Frankrike 25,21 Q
3. Sviatlana Chachlova, Vitryssland 25,24 Q
4. Marleen Veldhuis, Nederländerna 25,28 Q
5. Flavia Cazziolato, Brasilien 25,40 Q
6. Sandra Völker, Tyskland 25,74
7. Ana Belen Palomo, Spanien 25,92
8. Federica Pellegrini, Italien DNS

### Semifinaler

#### Heat 1
1. Kara Lynn Joyce, USA 25,06 Q
2. Therese Alshammar, Sverige 25,15 Q
3. Marleen Veldhuis, Nederländerna 25,27
4. Rebeca Gusmao, Brasilien 25,31
5. Alison Sheppard, Storbritannien 25,36
6. Eileen Marie Coparropa Aleman, Panama 25,37
7. Cristina Chiuso, Italien 25,37
8. Sviatlana Chachlova, Vitryssland 25,47

#### Heat 2
1. Inge de Bruijn, Nederländerna 24,56 Q
2. Lisbeth Lenton, Australien 24,90 Q
3. Malia Metella, Frankrike 24,99 Q
4. Michelle Engelsman, Australien 25,13 Q
5. Flavia Cazziolato, Brasilien 25,17 Q
6. Jenny Thompson, USA 25,17 Q
7. Nery Mantey Niangkouara, Grekland 25,27
8. Dorothea Brandt, Tyskland 25,83

### Final
1. Inge de Bruijn, Nederländerna 24,58
2. Malia Metella, Frankrike 24,89
3. Lisbeth Lenton, Australien 24,91
4. Therese Alshammar, Sverige 24,93
5. Kara Lynn Joyce, USA 25,00
6. Michelle Engelsman, Australien 25,06
7. Jenny Thompson, USA 25,11
8. Flavia Cazziolato, Brazil 25,20

## Tidigare vinnare

### OS
- 1896 – 1984: Ingen tävling
- 1988 i Seoul: Kristin Otto, DDR – 25,49
- 1992 i Barcelona: Wenyi Yang, Kina – 24,79
- 1996 i Atlanta: Amy van Dyken, USA – 24,87
- 2000 i Sydney: Inge de Bruin, Nederländerna – 24,32

### VM
- 1973 i Belgrad: Ingen tävling
- 1975 i Cali, Colombia: Ingen tävling
- 1978 i Berlin: Ingen tävling
- 1982 i Guayaquil, Ecuador: Ingen tävling
- 1986 i Madrid: Tamara Costache, Rumänien – 25,28
- 1991 i Perth: Yong Zhuang, Kina – 25,47
- 1994 i Rom: Jing-yi Le, Kina – 24,51
- 1998 i Perth: Amy van Dyken, USA – 25,15
- 2001 i Fukuoka, Japan: Inge de Bruin, Nederländerna – 24,47
- 2003 i Barcelona: Inge de Bruin, Nederländerna – 24,47